# Cratere Manzī
Manzī  è un cratere sulla superficie di Marte.